# Emil Clade
Pour les articles homonymes, voir Clade (homonymie).
Emil Josef Clade, né le 26 février 1916 à Neustadt an der Weinstraße et mort en mai 2010, est un pilote de chasse allemand pendant la Seconde Guerre mondiale.
Il est crédité de 26 victoires.